# Holiday (singel Green Day)
Holiday – trzeci singel z płyty American Idiot punkrockowego amerykańskiego zespołu Green Day. Tematyką utworu jest zachwyt, przedstawionego w jednej z poprzednich piosenek, Jezusa z Przedmieścia, który opuścił swoje rodzinne strony i wyruszył do wielkiego miasta, nie omieszkując przy tym zmieszać z błotem amerykańskiego systemu.

## Lista utworów

### CD 1
1. Holiday – 3:53
2. Holiday (Live) – 4:07
3. Boulevard Of Broken Dreams (Live) – 4:24

### CD 2
1. Holiday – 3:53
2. Minority (Live) – 6:01

Utwory Live zostały zagrane 21 września 2004 roku podczas koncertu Irving Plaza w New York City.

### Vinyl
1. Holiday – 3:53
2. Wake Me Up When September Ends – 4:45
3. Letterbomb – 4:06
4. Governator – 2:32

Utwór Governator nigdy wcześniej nie był wydany.

## Notowania List Charts
| Chart (2005-2006)                         | Pozycja |
| ----------------------------------------- | ------- |
| Australia (ARIA)                          | 24      |
| Kanada (Canadian Hot 100)                 | 21      |
| Czechy (IFPI)                             | 81      |
| Dania (Tracklisten)                       | 14      |
| Niemcy (Media Control Charts)             | 50      |
| Irlandia (IRMA)                           | 13      |
| Japonia (Oricon Top 100)                  | 38      |
| Nowa Zelandia (RIANZ)                     | 13      |
| Norwegia (VG-Lista)                       | 19      |
| Szwecja (Sverigetopplistan)               | 25      |
| Szwajcaria (Schweizer Hitparade)          | 44      |
| UK Singles (The Official Charts Company)  | 11      |
| U.S. Billboard Hot 100                    | 19      |
| U.S. Billboard Hot Mainstream Rock Tracks | 1       |
| U.S. Billboard Hot Modern Rock Tracks     | 1       |
| U.S. Billboard Hot Adult Top 40 Tracks    | 5       |
| U.S. Billboard Top 40 Mainstream          | 13      |